# Tonerdhummel
Die Tonerdhummel (Bombus argillaceus), auch Lehmhummel genannt, ist eine Art aus der Gattung der Hummeln (Bombus). Ihren deutschen Namen gab ihr Eberhard von Hagen.

## Lebensraum und Verbreitung
Die Tonerdhummel ist in Mitteleuropa (Österreich, Schweiz, Süddeutschland) nur an sogenannten Wärmeinseln verbreitet, d. h. an Orten mit sehr vielen Sonnenstunden. Dort bewohnt sie sowohl das Flachland als auch Gebirge bis 1300 m Höhe. Als Nistplätze dienen große unterirdische Mäusenester (besonders der Schermaus), in denen die Königin ab Ende April ein Volk gründet. Die Volkgröße variiert zwischen 100 und 500 Individuen. Die ersten Arbeiterinnen fliegen ab Mitte Mai, Jungköniginnen und Drohnen ab Mitte August. Anfang Oktober stirbt das Volk endgültig ab. Die Tonerdhummel gehört zu den Pocketmakern.

## Kennzeichen
Die Tonerdhummel hat zwei leuchtend gelbe Querbinden auf dem Thorax. Das Abdomen der Königin ist vollkommen schwarz, bei Arbeiterinnen und Drohnen hingegen ist 1. Tergit gelb, das 5. und 6. weiß. Somit kann es zu Verwechslungen mit der Gartenhummel oder anderen Erdhummeln kommen.
Tonerdhummelköniginnen erreichen eine Größe von 24 bis 28 mm, Arbeiterinnen werden 8–19 mm und Drohnen 12–17 mm groß. Sie alle haben einen sehr langen Kopf und einen langen Rüssel. Die Flügel sind dunkler als bei anderen Hummeln.
Aufgrund ihrer Größe ist die Tonerdhummel wohl die größte Hummel Deutschlands, da die Königinnen der Dunklen Erdhummel und Feldhummel nur eine Größe von max. 24 mm erreichen.

## Nahrung
Wie alle Hummeln ernährt sich die Tonerdhummel von Nektar und ihre Larven von Pollen. Zu ihren Haupttrachtpflanzen zählen unter anderem: Klee, Schwarznesseln, Beinwell und Leinkraut.

## Gefährdung
Die Tonerdhummel wird in der Rote Liste gefährdeter Arten des Bundesamtes für Naturschutz (BfN) unter Kategorie 2 geführt und gilt damit als stark gefährdet.